# Saturday View→N
『Saturday View→N』（さたでー びゅーん)は、静岡放送（SBSラジオ）で放送されているラジオ番組である。

## 出演者
現在
- 洋輔（手芸家）
- 影島亜美（SBSアナウンサー）

過去
- 井手春希（SBSアナウンサー）